# Nishinippon shinbun
Nishinippon shinbun (西日本新聞) est un quotidien régional, présent sur toute l'île de Kyūshū et dont le siège social est situé à Fukuoka.